# ویلیام راکلسائوس
ویلیام راکلسائوس (انگلیسی: William Ruckelshaus; ۲۴ ژوئیهٔ ۱۹۳۲ – ۲۷ نوامبر ۲۰۱۹) سیاست‌مدار اهل ایالات متحده آمریکا بود.
وی همچنین برندهٔ جوایزی همچون نشان افتخار آزادی رئیس‌جمهوری شده‌است.